# Octacílio Pinheiro Guerra
Octacílio Pinheiro Guerra, conegut com a Octacílio, (Porto Alegre, 21 de novembre de 1909 - Porto Alegre, 26 de febrer de 1967) fou un jugador de futbol brasiler de les dècades de 1920 i 1930.

## Trajectòria
Començà la seva carrera al Rio Grande el 1920. Romangué al club fins al 1924. El 1925 fitxà pel Botafogo de Rio de Janeiro, on jugà fins a 1937 i guanyà cinc campionats carioques. Jugà 12 partits amb la selecció brasilera i fou convocat per disputar el Mundial de 1934 a Itàlia.

## Palmarès
Botafogo
- Campionat carioca:
  - 1930, 1932, 1933, 1934, 1935